# Epitenodera houyi
Epitenodera houyi es una especie de mantis de la familia Mantidae.

## Distribución geográfica
Se encuentra en Burkina Faso, Camerún y Nigeria.